# Symposium (groupe)
Pour les articles homonymes, voir Symposium.
Symposium est un groupe britannique de punk rock, originaire de Londres, en Angleterre. Le nom « Symposium » fait à l'origine référence à une beuverie (le verbe grec sympotein signifie « boire ensemble ») et est tiré du dialogue philosophique de Platon. Le groupe se reforme en 2022.

## Histoire
Le groupe se forme alors qu'ils étaient encore à l'école de Shepherd's Bush, à Londres, en 1994. La formation se compose de Rossy Cummins au chant, Hagop Tchaparian à la guitare et aux chœurs, Joe Birch à la batterie, William McGonagle à la guitare et Wojtek Godzisz au chant et à l'écriture. Le premier concert du groupe a lieu à l'Emerald Hut de Hammersmith en juillet 1994, et ils jouent dans divers clubs et pubs de Camden Town tout au long de 1995 ; en novembre, ils trouvent un manager. Le groupe avait une sélection de morceaux de pop punk rythmées qui, avec leur jeune moyenne d'âge de 18 ans, attire l'attention de Korda Marshall, qui les signe chez Infectious Records en 1996.
Leur premier single, Drink the Sunshine, sorti en 1996, suit par la promotion du NME, qui les inscrit au Bratbus Tour (une tournée annuelle de quatre groupes très attendus) qui visite des universités britanniques. En mars 1997, les concerts du groupe sont remarqués par Everett True , qui les met en couverture du Melody Maker du 29 mars 1997, les proclamant « meilleur groupe live de Grande-Bretagne ». Le groupe sort un single à succès britannique , Farewell to Twilight, classé 25e au classement. Ils interprètent également le morceau lors de l'émission TFI Friday. Cette tournée est suivie d'une tournée en tête d'affiche.
Ils sortent un EP, One Day at a Time, en octobre 1997, déclarant dans NME qu'ils « voulaient simplement les faire connaître ». Ce communiqué faisait allusion à la sortie ultérieure de leur premier album. Après avoir signé un contrat d'enregistrement avec Infectious Records, Farewell to Twilight atteint la 25e place du classement des singles britanniques, une position qu'ils ne dépasseront jamais.
Fairweather Friend est le morceau le plus connu du groupe, accompagnée d'un clip vidéo, ce qui lui vaut une apparition au Top of the Pops. En 1997, le groupe assure la première partie de plusieurs groupes américains populaires, dont les Red Hot Chili Peppers à la Wembley Arena, les Foo Fighters, Deftones et No Doubt à la Brixton Academy, où les frasques de Cummins sur scène lui ont causé une luxation de la jambe. L'année suivante, le groupe effectue une tournée aux États-Unis, le Warped Tour, avec Bad Religion, NOFX et Rancid
Leur premier album On the Outside sort en mai 1998. À la fin de 1999, le groupe quitte Infectious Records. Après avoir assuré la première partie de Metallica au Milton Keynes Bowl en 1999, Symposium sort le single Killing Position, qui marque un tournant musical vers le post-hardcore, mais qui n'atteint que la 176e place des charts et devient leur dernier album phare. Début 2000, des divergences musicales éclatent au sein du groupe et celui-ci se sépare. McGonagle et Birch forment le groupe de post-hardcore Hell Is for Heroes.
Le 22 avril 2022, une mise à jour est publiée sur la page Facebook de Symposium. Le groupe annonce que ses albums (One Day at a Time et On the Outside) sont désormais disponibles sur tous les sites de streaming, et qu'une compilation, Do You Remember How It Was ?, sortira le 11 novembre 2022. Rossy, Wojtek, Will et Joe participent à une séance de questions-réponses au Signature Brew de Haggerston le 19 mai 2022, animée par Phil Alexander de Kerrang!. Un concert live était également prévu prochainement. Il est ensuite annoncé que Symposium jouerait un soir seulement à l'Islington Assembly Hall en novembre 2022.

## Discographie

### Albums
- 1997 : One Day at a Time
- 1988 : On the Outside
- 1999 : On the BBC (album live)

### Singles
- 1996 : Drink the Sunshine (de One Day at a Time) (94e place des charts britanniques[5])
- 1997 : To Twilight (25e place des charts britanniques[6])
- 1997 : The Answer to Why I Hate You (de On the Outside) (32e place des charts britanniques[6])
- 1997 : Fairweather Friend (de One Day at a Time) (25e place des charts britanniques[6])
- 1997 : Drink the Sunshine / Fizzy (limité) (89e place des charts britanniques[5])
- 1998 : Average Man (45e place des charts britanniques[6])
- 1998 : Bury You on the Outside (41e place des charts britanniques[6])
- 1998 : Blue
- 1999 : Killing Position